# Top Gang
Top Gang es un colectivo y grupo  musical originario de Madrid, España, encabezado por Lil Sosa, Dubhe, Rita Lo , Rodri Álvarez & Fredo

## Inicios
El colectivo nace en el año 2007, su fundador Lil Sosa (el cual ha trabajado en varios LP, como por ejemplo Mal Clima de Primer Dan) empezó con la idea de crear un estudio profesional de grabación y unir a todos los artistas de su entorno en una misma agrupación, así es como junto a Dubhe se da forma a Fok You Studios allá por el año 2008.
Ya en el 2009 publican su primer trabajo G-Mix consolidándose así como grupo; En esta mixtape de 21 cortes podemos escuchar remixes de grandes artistas norteamericanos, algo así como su propia versión de sencillos exitosos, un formato muy habitual en U.S.A, pero que hasta entonces en España no había sido demasiado utilizado; El trabajo contó con las colaboraciones de Costello, Javier Petaka, Big Sher, Tiro Fijo y Luenkan J. "Ghetto Boy".
Dada su buena acogida por el público (alrededor de 5.000 descargas) en 2010 lanzan G-Mix Vol.1.1 esta vez de 8 cortes, con colaboraciones de Rodri Álvarez, G.N.M y Bambax. También publican gratuitamente su primer trabajo autoproducido Top Gang Xmas especial Navidad, lanzado a la calle el 25 de diciembre del 2010; Trabajo de 12 cortes con producciones de Lil Sosa, Dubhe y Mad Mellow y colaboraciones de Costello, Javierpetaka y Big Sher.

## Primeros videoclips y sencillos a la venta
En el 2011 graban su primer videoclip: All Star 2 (Producido por Lil Sosa y dirigido por MotionFilms) presentando con el a 2 nuevos fichajes del colectivo: Rodri Álvarez y Eric Bahía, a los cuales conocieron durante un concierto en La Coruña.
Posteriormente lanzan "G-Mix Vol.2", trabajo que, en el 2011, cierra la trilogía de remixes, otra vez 21 cortes en los que se encuentran las colaboraciones de  Duddi Wallace, Javier Petaka, Scar The General, Killu, SilvaFingaz, Eric Bahía, Bambax, Dnesio y Big Sher.
En ese mismo año sacan su segundo trabajo de estudio Summertape (Producida por Lil Sosa y Dubhe) especial para el verano, 12 cortes con colaboraciones de SilvaFingaz, Elaite y Rodri Álvarez.
Siguiendo la misma línea de trabajo, el 1 de noviembre del 2011 lanzan su segundo videoclip Truco o trato especial Halloween, queriendo homenajear así al cine de terror y el cual se convirtió en su primer sencillo a la venta en plataformas digitales. Ya en 2012 sacan su tercer videoclip On fire estos dos últimos también producidos por Lil Sosa y Dubhe y dirigidos por Adriangreengo.com.
En 2013 además de varios sencillos y trabajos en solitario de algunos de los componentes del grupo, presentan un nuevo fichaje para el colectivo, Mills Bangs, artista de origen Nigeriano, saliendo del mismo a los pocos meses.
Actualmente acaban de publicar su primer álbum, titulado "DOPE" autoeditado por el propio grupo.
A finaldes de 2014 con la salida del grupo de Hugo The Kid. , incorporan al MC De La Coruña Fredo . 
Aunque a Top Gang se le identifica con el género HIP HOP HARDCORE/GANGSTA RAP a lo largo de su trayectoria musical han tocado también géneros como el R&B, Dance, Electro, etc.

## Discografía
- G-Mix (2009)
- G-Mix 1.1 (2010)
- Top Gang Xmas (2010)
- G-Mix Vol.2 (2011)
- Summertape (2011)
- DOPE (2013)